# 토르노프 전투
토르노프 전투는 스웨덴과 프로이센 사이에서 1758년 9월 26일 벌어진 7년 전쟁의 전투 중 하나이다.
프로이센은 베델(Wedel) 장군이 지휘하는 6,000명의 병력을 보내 베를린을 지키게 하였다. 베델 장군은 강공작전을 펼치기 위한 일환으로 기병대를 파견해 600명의 스웨덴군이 주둔하고 있던 토르노프를 습격했다. 스웨덴군은 용감하게 응전하였고, 프로이센군의 돌격을 6번이나 격퇴하였으나 결국 스웨덴 기병대의 주력이 궤멸함에 따라 스웨덴군은 프로이센군이 증원되기 전에 퇴각할 수밖에 없었다.
프로이센과 스웨덴 사이의 전투는 1758년 9월 28일에 벌어진 페흐벨린 전투(Fehrbellin)까지 이어진다.